# Товмацька сільська рада
Товма́цька сільська́ ра́да — адміністративно-територіальна одиниця та орган місцевого самоврядування у Шполянському районі Черкаської області. Адміністративний центр — село Товмач.

## Загальні відомості
- Населення ради: 982 особи (станом на 2001 рік)

## Населені пункти
Сільській раді підпорядковані населені пункти:
- с. Товмач

## Склад ради
Рада складається з 16 депутатів та голови.
- Голова ради: Коваль Сергій Валентинович
- Секретар ради: Гетьман Галина Володимирівна

### Керівний склад попередніх скликань
| Прізвище, ім'я, по батькові   | Основні відомості                                                                                              | Дата обрання | Дата звільнення |
| ----------------------------- | --- | ------------ | --------------- |
| Кукуруза Володимир Васильович | Сільський голова, 1963 року народження, член Народної партії                                                   | 26.03.2006   | 01.03.2007      |
| Коваль Сергій Валентинович    | Сільський голова, 1967 року народження, освіта середня загальна, член Всеукраїнського об'єднання «Батьківщина» | 29.07.2007   | 31.10.2010      |
| Коваль Сергій Валентинович    | Сільський голова, 1967 року народження, освіта середня загальна, член Всеукраїнського об'єднання «Батьківщина» | 31.10.2010   |                 |

Примітка: таблиця складена за даними сайту Верховної Ради України

### Депутати
За результатами місцевих виборів 2010 року депутатами ради стали:

#### За суб'єктами висування
| Суб'єкт висування                                       | Кількість обраних депутатів | %    |
| ------------------------------------------------------- | --------------------------- | ---- |
| Самовисування                                           | 7                           | 43,8 |
| Партія регіонів                                         | 6                           | 37,5 |
| Політична партія Всеукраїнське об'єднання «Батьківщина» | 2                           | 12,5 |
| Народна партія                                          | 1                           | 6,3  |

#### За округами
| № округу                                                | Прізвище, ім'я, по батькові     | Дата визнання обраним | Освіта             | Партійна приналежність                        | Відомості про обраного депутата          |
| ------------------------------------------------------- | ------------------------------- | --------------------- | ------------------ | --------------------------------------------- | ---------------------------------------- |
| Народна Партія                                          |                                 |                       |                    |                                               |                                          |
| 4                                                       | Гетьман Галина Володимирівна    | 04.11.2010            | середня спеціальна | член Народної партії                          | Товмацька с/рада, секретар               |
| Партія регіонів                                         |                                 |                       |                    |                                               |                                          |
| 1                                                       | Бобир Олег Анатолійович         | 04.11.2010            | середня            | член Партії регіонів                          | тимчасово не працює                      |
| 7                                                       | Кулик Ельза Хажиахматівна       | 04.11.2010            | середня спеціальна | член Партії регіонів                          | Поштове відділення, листоноша            |
| 9                                                       | Дашко Анатолій Олексійович      | 04.11.2010            | середня            | член Партії регіонів                          | СТОВ"ЛНЗ-Агро", майстер наладчик         |
| 10                                                      | Бабенко Тетяна Андріївна        | 04.11.2010            | середня спеціальна | член Партії регіонів                          | продавець                                |
| 11                                                      | Караїм Михайло Михайлович       | 04.11.2010            | середня спеціальна | член Партії регіонів                          | СТОВ"ЛНЗ-Агро", комірник                 |
| 15                                                      | Бельтюков Сергій Віталійович    | 04.11.2010            | середня            | член Партії регіонів                          | СТОВ «ЛНЗ-Агро», тракторист              |
| Політична партія Всеукраїнське об'єднання «Батьківщина» |                                 |                       |                    |                                               |                                          |
| 6                                                       | Михальченко Ніна Миколаївна     | 04.11.2010            | вища               | член Всеукраїнського об'єднання «Батьківщина» | Товмацький НВК, кочегар                  |
| 14                                                      | Литвин Алла Валентинівна        | 04.11.2010            | середня спеціальна | член Всеукраїнського об'єднання «Батьківщина» | Товмацький НВК, кухар                    |
| Самовисування                                           |                                 |                       |                    |                                               |                                          |
| 2                                                       | Плосконос Сергій Григорович     | 04.11.2010            | середня спеціальна | позапартійний                                 | тимчасово не працює                      |
| 3                                                       | Тимошенко Василь Миколайович    | 09.01.2011            | середня спеціальна | член Всеукраїнського об'єднання «Батьківщина» | Товмацька загальноосвітня школа, кочегар |
| 5                                                       | Запорожець Тетяна Олександрівна | 04.11.2010            | середня спеціальна | позапартійна                                  | поштове відділення, начальник            |
| 8                                                       | Дерев'янко Лідія Володимирівна  | 22.12.2013            | середня спеціальна | член Народної партії                          | Сільська рада, касир                     |
| 12                                                      | Тимошенко Галина Олексіївна     | 04.11.2010            | середня            | позапартійна                                  | Товмацький НВК, кухар                    |
| 13                                                      | Рижак Сергій Миколайович        | 04.11.2010            | середня            | позапартійний                                 | т. н.п                                   |
| 16                                                      | Носач Наталя Дмитрівна          | 04.11.2010            | середня спеціальна | позапартійна                                  | Товмацька сільська рада, бухгалтер       |